# Cryptochironomus hirticeps
Cryptochironomus hirticeps är en tvåvingeart som först beskrevs av Jean-Jacques Kieffer 1918.  Cryptochironomus hirticeps ingår i släktet Cryptochironomus och familjen fjädermyggor.
Artens utbredningsområde är Tjeckien. Inga underarter finns listade i Catalogue of Life.